# Волга рис

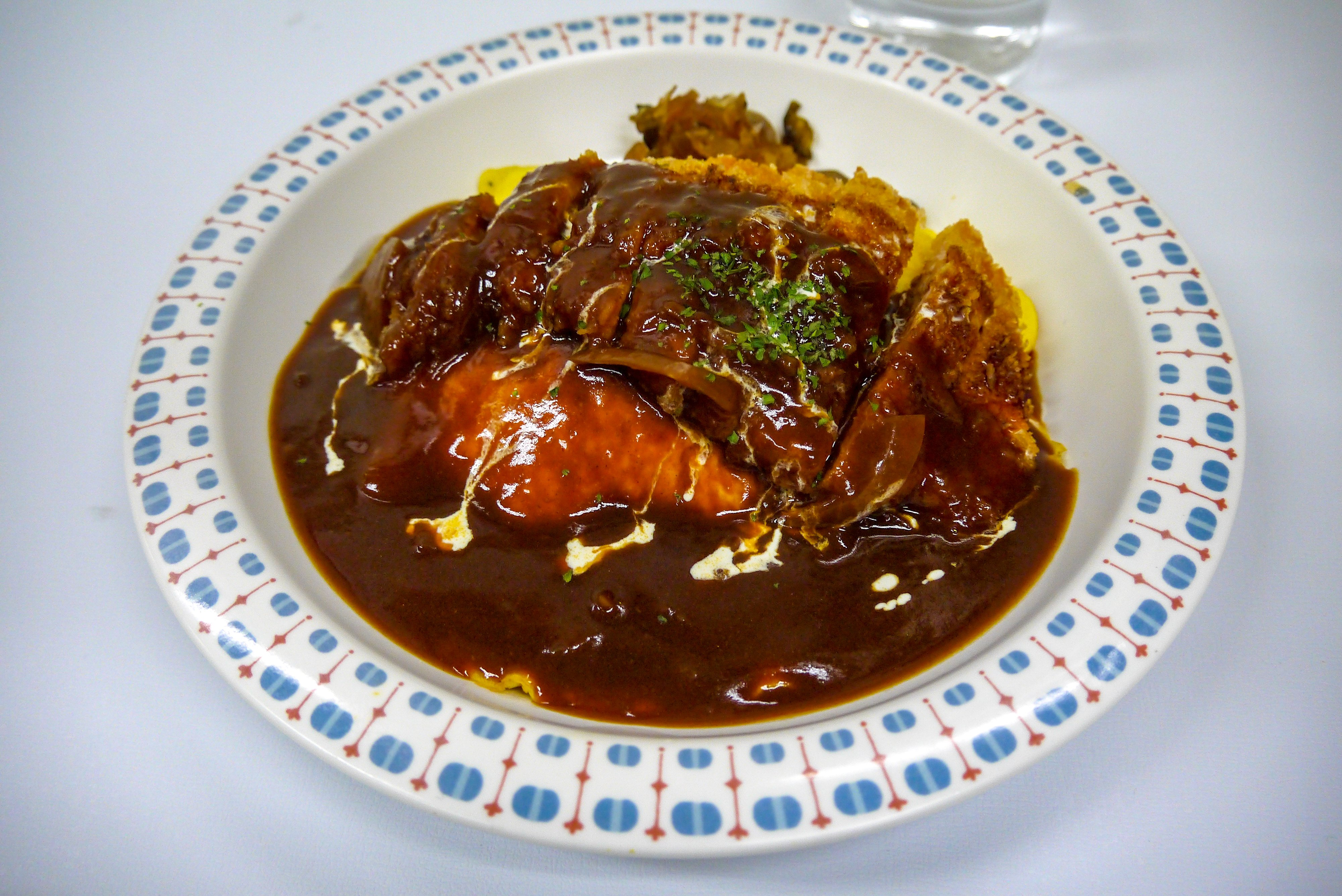
Тарілка волга рису

Волга рис (іноді рис боруга) — смажена рисова страва, популярна в Етідзені, префектура Фукуї, Японія. Іноді його класифікують як один із трьох делікатесів Етідзена, поряд із соба оросі та соба екімае чука, це варіант омурайсу, приготованого на основі смаженого рису, який потім подається зверху омлетом і свинячою котлетою, покритою крихтами; потім все покривається насиченим соусом. Доведеного пояснення назви «волга рис» немає, хоча існують різні теорії.